# Estrecho Dudoso

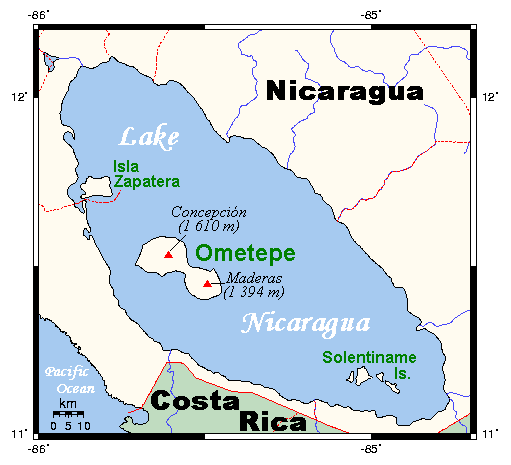
Mapa del lago Cocibolca o lago Nicaragua. Gil González Dávila (1480-1526) creyó que se comunicaba con el océano Pacífico, por lo que supuso que podría tratarse del Estrecho Dudoso.

El Estrecho Dudoso era un hipotético paso por mar que comunicaría el océano Pacífico con el mar Caribe. Cristóbal Colón se afanó en su búsqueda con el objetivo de descubrir una vía de comunicación con Catay y Cipango. En el año 1522 Gil González Dávila creyó hallarlo al creer que el Lago Cocibolca tenía salida al océano Pacífico, pero no pudo comprobarlo al no verse preparado para resistir los ataques de los indígenas.
En el año 1523 Carlos I exigía a Hernán Cortés que se esforzara en la búsqueda del Estrecho Dudoso:

Y porque soy informado que en la costa abajo de esa tierra hay un estrecho pasar en la mar del Norte a la mar del Sur, e porque a nuestro servicio conviene mucho savello, yo os encargo y mando que luego con mucha diligencia procuréis saber si ay el dicho estrecho y enviéis personas que lo busquen e os traigan larga e verdadera relación de lo que en ello se hallase porque como beis esto es una cosa muy importante a nuestro servicio
Carlos I de España

Las exploraciones llevadas a cabo no lo encontraron jamás. En el año 1966 Ernesto Cardenal escribió un poemario de título El Estrecho Dudoso.